# Castelnovetto
Castelnovetto är en ort och kommun i provinsen Pavia i regionen Lombardiet i Italien. Kommunen hade 563 invånare (2018).